# Гай Папирий Карбон (баща)
Вижте пояснителната страница за други личности с името Гай Папирий Карбон.
Гай Папирий Карбон (на латински: Gaius Papirius Carbo; † 119 пр.н.е.) e римски политик и оратор.

## Биография
Произлиза от gens Папирии, стара римска патриции фамилия. Син е на Гай Папирий Карбон (претор 168 пр.н.е.) и баща на Гай Папирий Карбон (трибун 90 пр.н.е. и оратор.
Карбон е първо привърженик на реформите на Тиберий Гракх и работи с неговия брат Гай Гракх върху изпълнението на аграрните му закони. През 131 пр.н.е. Карбон e народен трибун и издава закон за тайните уговорки при приемането на закони. Сципион Емилиан Младши e против неговото предложение за повторно директно избиране на трибуните. Карбон е заподозрян в ненадейната смърт на Сципион († 129 пр.н.е.).
През следващите години той се присъединява към оптиматите. Карбон става консул през 120 пр.н.е. заедно с Публий Манилий. Като консул през 120 пр.н.е. той защитава успешно Луций Опимий, убиеца на Гай Гракх, когато е съден за убийства на жители без съд. Оптиматите не му помагат и той е обвинен от Луций Лициний Крас. През 119 пр.н.е. Карбон се самоубива, когато разбира, че без подкрепата на оптиматите ще бъде осъден.